# Doctor Pong

Doctor Pong, також відомий як Puppy Pong, є адаптацією оригінальної аркадної гри Pong для використання в середовищі без монет. Його концептуально розробили Нолан Бушнелл, Стів Брістоу та маркетингова фірма, щоб перенести свої аркадні відеоігри в неаркадне середовище — у цьому випадку, щоб допомогти дітям зайняти кімнати очікування педіатрів. Спочатку розроблений як модель собачої будки Снупі з Pong, вбудованим у неї, коли Чарльз Шульц відмовив Atari у використанні Снупі, модель була змінена на звичайну собачу будку з цуценям, яке дивиться зверху. Puppy Pong був випущений обмеженим тиражем і був випробуваний на ранніх заводах Chuck E. Cheese. 

## Розвиток
Оригінальний кабінет Snoopy Pong був розроблений Реган Ченг з групи промислового дизайну Atari. Наступний кабінет Puppy Pong був розроблений менеджером Ріган, Часом Гроссманом. 
Обидві шафи складалися з собачої будки з дошкою Pong, модифікованою таким чином, щоб не використовувати монету як тригер запуску. Оригінальний понг запускається автоматично через кілька секунд після вставлення монети. У Doctor Pong і Puppy Pong натомість була підключена «кнопка запуску», щоб почати ігри, встановлена під вертикально встановленим телевізором на «даху» собачої будки. Замість традиційної панелі керування спінери також встановлені безпосередньо на даху.